# ヨニー・ペレス
ヨニー・ペレス（Yonnhy Perez、1979年1月18日 - ）は、コロンビアのプロボクサー。カルタヘナ出身。元IBF世界バンタム級王者。移住しているカリフォルニア州に活動拠点がある。強打者として名高く、ジョゼフ・アグベコとの2度に渡る激闘や2階級制覇王者ビック・ダルチニアン、同じく後の3階級制覇王者アブネル・マレスとの対戦は互角に渡り合った。

## 来歴
2005年7月30日、アリゾナ州ツーソンでプロデビュー。相手は同じくこの日デビューした選手で初回1分52秒TKO勝ちでデビュー戦を飾った。
2007年5月25日、サムエル・ロペスとWBCアメリカ大陸バンタム級王座を賭けて対戦し、初回2分KO勝ちで王座獲得に成功した。
2008年6月27日、オンタリオドウーブルツリーホテルにてミニマム級時代に2度世界挑戦しているオスカー・アンドラーデとNABF北米バンタム級王座決定戦を行い、積極的に打ちに行き主導権を握り最後までアンドラーデの反撃をしのぎ切った。10回3-0(100-90、99-91、98-92)の判定勝ちを収め王座獲得に成功した。結果ほとんどのラウンドを取っただけでなくスコアでは10点、8点、6点と大差をつけての完勝だった。
2009年5月29日、自身初の海外での試合を南アフリカヨハネスブルグスプリングス・インドア・アリーナにて、ジョゼフ・アグベコへの挑戦権を賭けてIBO世界バンタム級王者で2度ラファエル・マルケスとの対戦を行ったことで知られているサイレンス・マブサと対戦した。当時IBFの世界バンタム級、スーパーバンタム級は南アフリカのボクサーのお家芸でありランキングでも上位に多くのランカーがいるほどにぎわっていた。試合は地元のマブサが優位に進めるもペレス反撃を返して逆転の機会を探っておりKO率73%超のマブサと60%超のペレスによる対戦はKO決着が期待されていた。試合は大方の下馬評通りマブサのわずかに逃げ切りに思われたが12回右フックを当てるとぐらついたマブサに最後は徹底的に連打を浴びせ手が出なくなった所をレフェリーが救出。最終12回1分6秒TKO勝ちを収めアグベコへの挑戦権を獲得した。
2009年10月31日、ラスベガストレジャー・アイランドにて世界初挑戦。IBF世界バンタム級王者ジョゼフ・アグベコと対戦し、試合は終始ペレスペースで進み、10回にダウンを奪ってスコアを突き放した。結果12回3-0(2者が117-110、116-110)の判定勝ちを収め、王座獲得に成功した。
2010年5月22日、ステイプルズ・センターにて後のIBF世界バンタム級、WBC世界フェザー級で2階級制覇を達成するアブネル・マレスと初防衛戦を行った。試合は互角の展開で決め手を欠く場面もあった結果12回0-1(2者が114-114、113-115)の引き分けに終わり数ラウンド落としていればマレスが新王者になっていて、薄氷の初防衛に成功した。
2010年12月11日、ワシントン州タコマエメラルド・クィーン・カジノにて、ビック・ダルチニアン、アブネル・マレス、ジョゼフ・アグベコと共にSuper Six World Boxing Classicのバンタム級版としてShowtimeが主催するトーナメントであるバンタム級スーパー4に出場し、準決勝でジョセフ・アグベコとリマッチとなる2度目の防衛戦を行った。前回快勝したとはいえアグベコは1年2か月振りの再戦が再起戦というのもあり王座奪還戦と全米が注目する一戦になった。試合は前回とは違ってアグベコが優位に進め、ダウンシーンはなかったものの決定打を集めて主導権を渡さなかった。12回0-3(113-115、112-116、111-117)の判定負けを喫し2度目の防衛に失敗し王座から陥落した。この試合でプロ初黒星を喫し、アグベコは1年2か月振りの王座返り咲きに成功した。バンタム級トーナメントは準決勝で敗退した。
2011年4月23日、ロサンゼルスノキア・シアターにて元2階級制覇王者でスーパーフライ級3団体統一世界王者ビック・ダルチニアンとIBO世界バンタム級王座を賭けて対戦した。なおこの試合がバンタム級トーナメント3位決定戦という位置づけで行われた。試合はダルチニアンのペースで進み、2回にダウンを奪われ先制された。その後はダルチニアンの前身を止められず、5回偶然のバッティングでペレスが負傷。途中までのスコアによる判定に委ねられ0-3(3者とも44-50)の判定負けを喫した。フルマークによる完封という屈辱を味わい王座獲得に失敗と同時にバンタム級トーナメントを4位で終えたのを最後に現役を引退した。

## 獲得タイトル
- WBCアメリカ大陸バンタム級王座
- NABF北米バンタム級王座
- 第11代IBF世界バンタム級王座（防衛1）